# Outing
Outing je veřejné oznámení něčí menšinové sexuální orientace (zejména homosexuální) bez souhlasu nebo proti vůli této osoby. Outing nelze zaměňovat za coming out, který spočívá v dobrovolném oznámení tohoto faktu samotným subjektem.
Outing se často může týkat osobností veřejného života, je-li jejich sexuální orientace zveřejněna v hromadných sdělovacích prostředcích.

## Outing v Německu
V Německu prováděl takováto kontroverzní oznámení filmový tvůrce Rosa von Praunheim. Dne 10. prosince 1991 vzbudil rozruch, když v pořadu „Explosiv – Der heiße Stuhl“ v televizní stanici RTL-plus veřejně označil za homosexuální moderátora Alfreda Bioleka, komika Hape Kerkelinga a mylně také herce Götze George.